# Tinodes micrapteryx
Tinodes micrapteryx är en nattsländeart som beskrevs av Malicky 1995. Tinodes micrapteryx ingår i släktet Tinodes och familjen tunnelnattsländor. Inga underarter finns listade i Catalogue of Life.